# Llista d'asteroides/184601-184700
| Nom      | Designació provisional | Data de descobriment   | Lloc de descobriment | Descobridor/s        |
| -------- | ---------------------- | ---------------------- | -------------------- | -------------------- |
| 184601 - | 2005 QY160             | 28 d'agost de 2005     | Kitt Peak            | Spacewatch           |
| 184602 - | 2005 QL161             | 28 d'agost de 2005     | Siding Spring        | SSS                  |
| 184603 - | 2005 QG162             | 29 d'agost de 2005     | Socorro              | LINEAR               |
| 184604 - | 2005 QG174             | 31 d'agost de 2005     | Anderson Mesa        | LONEOS               |
| 184605 - | 2005 QF177             | 27 d'agost de 2005     | Palomar              | NEAT                 |
| 184606 - | 2005 QH178             | 26 d'agost de 2005     | Palomar              | NEAT                 |
| 184607 - | 2005 QF182             | 31 d'agost de 2005     | Palomar              | NEAT                 |
| 184608 - | 2005 QG182             | 31 d'agost de 2005     | Palomar              | NEAT                 |
| 184609 - | 2005 QJ182             | 31 d'agost de 2005     | Kitt Peak            | Spacewatch           |
| 184610 - | 2005 RN                | 1 de setembre de 2005  | Saint-Véran          | Saint-Véran          |
| 184611 - | 2005 RG3               | 5 de setembre de 2005  | Catalina             | CSS                  |
| 184612 - | 2005 RU6               | 3 de setembre de 2005  | Palomar              | NEAT                 |
| 184613 - | 2005 RV8               | 8 de setembre de 2005  | Socorro              | LINEAR               |
| 184614 - | 2005 RC9               | 8 de setembre de 2005  | Socorro              | LINEAR               |
| 184615 - | 2005 RD10              | 6 de setembre de 2005  | Siding Spring        | SSS                  |
| 184616 - | 2005 RE11              | 10 de setembre de 2005 | Anderson Mesa        | LONEOS               |
| 184617 - | 2005 RJ12              | 1 de setembre de 2005  | Kitt Peak            | Spacewatch           |
| 184618 - | 2005 RJ16              | 1 de setembre de 2005  | Kitt Peak            | Spacewatch           |
| 184619 - | 2005 RS21              | 6 de setembre de 2005  | Anderson Mesa        | LONEOS               |
| 184620 - | 2005 RA24              | 10 de setembre de 2005 | Vallemare di Borbona | Vallemare di Borbona |
| 184621 - | 2005 RD26              | 12 de setembre de 2005 | Junk Bond            | D. Healy             |
| 184622 - | 2005 RN26              | 8 de setembre de 2005  | Socorro              | LINEAR               |
| 184623 - | 2005 RS26              | 8 de setembre de 2005  | Socorro              | LINEAR               |
| 184624 - | 2005 RT29              | 7 de setembre de 2005  | Bergisch Gladbach    | W. Bickel            |
| 184625 - | 2005 RX32              | 8 de setembre de 2005  | Socorro              | LINEAR               |
| 184626 - | 2005 RH40              | 6 de setembre de 2005  | Anderson Mesa        | LONEOS               |
| 184627 - | 2005 RX43              | 3 de setembre de 2005  | Palomar              | NEAT                 |
| 184628 - | 2005 RU45              | 14 de setembre de 2005 | Apache Point         | A. C. Becker         |
| 184629 - | 2005 SX1               | 23 de setembre de 2005 | Junk Bond            | D. Healy             |
| 184630 - | 2005 SS2               | 23 de setembre de 2005 | Catalina             | CSS                  |
| 184631 - | 2005 SK4               | 24 de setembre de 2005 | Altschwendt          | W. Ries              |
| 184632 - | 2005 SO9               | 25 de setembre de 2005 | Altschwendt          | W. Ries              |
| 184633 - | 2005 SU11              | 23 de setembre de 2005 | Kitt Peak            | Spacewatch           |
| 184634 - | 2005 SB12              | 23 de setembre de 2005 | Kitt Peak            | Spacewatch           |
| 184635 - | 2005 SG12              | 23 de setembre de 2005 | Catalina             | CSS                  |
| 184636 - | 2005 SD13              | 24 de setembre de 2005 | Kitt Peak            | Spacewatch           |
| 184637 - | 2005 SL14              | 25 de setembre de 2005 | Catalina             | CSS                  |
| 184638 - | 2005 SS15              | 26 de setembre de 2005 | Kitt Peak            | Spacewatch           |
| 184639 - | 2005 SX18              | 26 de setembre de 2005 | Kitt Peak            | Spacewatch           |
| 184640 - | 2005 SF20              | 23 de setembre de 2005 | Kitt Peak            | Spacewatch           |
| 184641 - | 2005 SG20              | 23 de setembre de 2005 | Kitt Peak            | Spacewatch           |
| 184642 - | 2005 SX20              | 25 de setembre de 2005 | Kitt Peak            | Spacewatch           |
| 184643 - | 2005 SB21              | 26 de setembre de 2005 | Catalina             | CSS                  |
| 184644 - | 2005 SJ22              | 23 de setembre de 2005 | Kitt Peak            | Spacewatch           |
| 184645 - | 2005 ST22              | 23 de setembre de 2005 | Kitt Peak            | Spacewatch           |
| 184646 - | 2005 SC24              | 24 de setembre de 2005 | Anderson Mesa        | LONEOS               |
| 184647 - | 2005 SM24              | 24 de setembre de 2005 | Anderson Mesa        | LONEOS               |
| 184648 - | 2005 SY26              | 23 de setembre de 2005 | Kitt Peak            | Spacewatch           |
| 184649 - | 2005 SQ29              | 23 de setembre de 2005 | Kitt Peak            | Spacewatch           |
| 184650 - | 2005 SG31              | 23 de setembre de 2005 | Catalina             | CSS                  |
| 184651 - | 2005 SX31              | 23 de setembre de 2005 | Kitt Peak            | Spacewatch           |
| 184652 - | 2005 SD33              | 23 de setembre de 2005 | Kitt Peak            | Spacewatch           |
| 184653 - | 2005 SQ34              | 23 de setembre de 2005 | Kitt Peak            | Spacewatch           |
| 184654 - | 2005 SF35              | 23 de setembre de 2005 | Kitt Peak            | Spacewatch           |
| 184655 - | 2005 SQ35              | 23 de setembre de 2005 | Kitt Peak            | Spacewatch           |
| 184656 - | 2005 SW35              | 23 de setembre de 2005 | Kitt Peak            | Spacewatch           |
| 184657 - | 2005 SX39              | 24 de setembre de 2005 | Kitt Peak            | Spacewatch           |
| 184658 - | 2005 SO40              | 24 de setembre de 2005 | Kitt Peak            | Spacewatch           |
| 184659 - | 2005 SJ41              | 24 de setembre de 2005 | Kitt Peak            | Spacewatch           |
| 184660 - | 2005 SK47              | 24 de setembre de 2005 | Kitt Peak            | Spacewatch           |
| 184661 - | 2005 SW51              | 24 de setembre de 2005 | Kitt Peak            | Spacewatch           |
| 184662 - | 2005 SE52              | 24 de setembre de 2005 | Kitt Peak            | Spacewatch           |
| 184663 - | 2005 SM52              | 25 de setembre de 2005 | Kitt Peak            | Spacewatch           |
| 184664 - | 2005 SK55              | 25 de setembre de 2005 | Kitt Peak            | Spacewatch           |
| 184665 - | 2005 SX55              | 25 de setembre de 2005 | Kitt Peak            | Spacewatch           |
| 184666 - | 2005 SQ58              | 26 de setembre de 2005 | Kitt Peak            | Spacewatch           |
| 184667 - | 2005 SO59              | 26 de setembre de 2005 | Kitt Peak            | Spacewatch           |
| 184668 - | 2005 SK60              | 26 de setembre de 2005 | Palomar              | NEAT                 |
| 184669 - | 2005 SF61              | 26 de setembre de 2005 | Kitt Peak            | Spacewatch           |
| 184670 - | 2005 SP61              | 26 de setembre de 2005 | Kitt Peak            | Spacewatch           |
| 184671 - | 2005 SW62              | 26 de setembre de 2005 | Kitt Peak            | Spacewatch           |
| 184672 - | 2005 SL64              | 26 de setembre de 2005 | Kitt Peak            | Spacewatch           |
| 184673 - | 2005 SX64              | 26 de setembre de 2005 | Palomar              | NEAT                 |
| 184674 - | 2005 SC65              | 26 de setembre de 2005 | Palomar              | NEAT                 |
| 184675 - | 2005 SQ71              | 23 de setembre de 2005 | Catalina             | CSS                  |
| 184676 - | 2005 SC75              | 24 de setembre de 2005 | Kitt Peak            | Spacewatch           |
| 184677 - | 2005 SJ77              | 24 de setembre de 2005 | Kitt Peak            | Spacewatch           |
| 184678 - | 2005 SU77              | 24 de setembre de 2005 | Kitt Peak            | Spacewatch           |
| 184679 - | 2005 SM78              | 24 de setembre de 2005 | Kitt Peak            | Spacewatch           |
| 184680 - | 2005 ST79              | 24 de setembre de 2005 | Kitt Peak            | Spacewatch           |
| 184681 - | 2005 SB81              | 24 de setembre de 2005 | Kitt Peak            | Spacewatch           |
| 184682 - | 2005 SF84              | 24 de setembre de 2005 | Kitt Peak            | Spacewatch           |
| 184683 - | 2005 SL85              | 24 de setembre de 2005 | Kitt Peak            | Spacewatch           |
| 184684 - | 2005 SS85              | 24 de setembre de 2005 | Kitt Peak            | Spacewatch           |
| 184685 - | 2005 SN86              | 24 de setembre de 2005 | Kitt Peak            | Spacewatch           |
| 184686 - | 2005 SP87              | 24 de setembre de 2005 | Kitt Peak            | Spacewatch           |
| 184687 - | 2005 SR87              | 24 de setembre de 2005 | Kitt Peak            | Spacewatch           |
| 184688 - | 2005 SS90              | 24 de setembre de 2005 | Kitt Peak            | Spacewatch           |
| 184689 - | 2005 SL95              | 25 de setembre de 2005 | Kitt Peak            | Spacewatch           |
| 184690 - | 2005 SV95              | 25 de setembre de 2005 | Kitt Peak            | Spacewatch           |
| 184691 - | 2005 SV97              | 25 de setembre de 2005 | Palomar              | NEAT                 |
| 184692 - | 2005 SJ101             | 25 de setembre de 2005 | Kitt Peak            | Spacewatch           |
| 184693 - | 2005 SG103             | 25 de setembre de 2005 | Palomar              | NEAT                 |
| 184694 - | 2005 SL104             | 25 de setembre de 2005 | Kitt Peak            | Spacewatch           |
| 184695 - | 2005 ST104             | 25 de setembre de 2005 | Kitt Peak            | Spacewatch           |
| 184696 - | 2005 SO111             | 26 de setembre de 2005 | Kitt Peak            | Spacewatch           |
| 184697 - | 2005 SG114             | 27 de setembre de 2005 | Kitt Peak            | Spacewatch           |
| 184698 - | 2005 SJ114             | 27 de setembre de 2005 | Kitt Peak            | Spacewatch           |
| 184699 - | 2005 SK115             | 27 de setembre de 2005 | Kitt Peak            | Spacewatch           |
| 184700 - | 2005 SV115             | 27 de setembre de 2005 | Kitt Peak            | Spacewatch           |